# 朱超伦
朱超伦（1935年—），山东定陶人，豫剧作曲家。

## 生平
1950年进入平原省新乡专区文工团，专习二胡兼小号。1953年后陆续在河南省歌剧团、河南豫剧院三团工作。曾改良豫剧的二胡伴奏技法。

## 主要编曲作品
豫剧
- 《朝阳沟内传》
- 《爱情的审判》
- 《拾来的女婿》
- 《归来的情哥》
- 《状元红传奇》

电影
- 《倔公公与犟媳妇》
- 《抬花轿》
- 《文帝杀舅》

电视连续剧
- 《状元红传奇》
- 《水为媒》

广播剧
- 《抢财神》
- 《生日的泪水》

## 荣誉
- 1956年，河南省首届戏曲观雎演出大会音乐个人三等奖
- 1984年，全国首次戏曲广播剧比赛唱腔音乐优秀奖（《抢财神》）
- 1985年，河南省第一届戏曲大奖赛音乐设计奖（《拾来的女婿》）